# Square Enix Montréal
Square Enix Montréal é um estúdio da Square Enix Europe baseado em Montreal, Canadá. São mais conhecidos por criar a série Go, que é uma série de jogos de quebra-cabeça baseados em turnos para smartphones e tablets baseados em propriedades anteriores da Eidos Interactive, incluindo Hitman, Tomb Raider, e Deus Ex. O estúdio foi fundado em novembro de 2011 para criar um novo jogo da série Hitman para consoles e crescer para empregar várias centenas de pessoas, mas no final de 2012 a Square Enix decidiu fazer um de seus estúdios em um estúdio focado em celulares e mudou o mandato da Square Enix Montreal para fazer jogos para celular, começando com a franquia Hitman. A companhia desenvolveu protótipos de dois jogos Hitman para celulares, que se tornou o jogo de tabuleiro inspirado no jogo de quebra-cabeça Hitman Go (2014) e o de tiro Hitman: Sniper (2015). O sucesso crítico de Hitman Go e seu sucessor Lara Croft Go (2015), juntamente com o sucesso comercial de Sniper levou o estúdio a criar seu mais recente título, Deus Ex Go (2016), com a intenção de combinar os melhores elementos de todos os seus jogos anteriores.

## Jogos desenvolvidos
| Ano  | Título         | Plataforma(s) | Plataforma(s) | Plataforma(s) | Plataforma(s) | Plataforma(s) | Plataforma(s) | Plataforma(s) | Plataforma(s) |
| Ano  | Título         | And           | iOS           | WP            | Win           | Mac           | Lin           | PS4           | Vita          |
| ---- | -------------- | ------------- | ------------- | ------------- | ------------- | ------------- | ------------- | ------------- | ------------- |
| 2014 | Hitman Go      | Sim           | Sim           | Sim           | Sim           | Não           | Sim           | Sim           | Sim           |
| 2015 | Hitman: Sniper | Sim           | Sim           | Não           | Não           | Não           | Não           | Não           | Não           |
| 2015 | Lara Croft Go  | Sim           | Sim           | Sim           | Sim           | Sim           | Sim           | Sim           | Sim           |
| 2016 | Deus Ex Go     | Sim           | Sim           | Não           | Não           | Não           | Não           | Sim           | Sim           |